# Zion Tzemah
Zion Tzemah (in ebraico ציון צמח‎?; Kiryat Ono, 19 gennaio 1990) è un ex calciatore israeliano, di ruolo attaccante.

## Carriera

### Club
Ha giocato nella massima serie dei campionati israeliano e cipriota.